# نهائي كأس السويد 1984
نهائي كأس السويد 1984 هي المباراة النهائية من منافسة كأس السويد 1983–84، أقيمت المباراة في 20 يونيو 1984، في ملعب اوليمبيا هيلسبروج، بين فريقي نادي مالمو، ونادي لاندسكرونا ‏، وفاز فيها نادي مالمو، بعد أن هزم نادي لاندسكرونا ‏، بنتيجة 1 - 0، وحضر المباراة 7810 شخصاً.

## تفاصيل المباراة
لعبت المباراة النهائية في 20 يونيو 1984.
| نادي مالمو | 1 -0 | No ID |
| ---------- | ---- | ----- |
| No ID 53 ' |      |       |